# اکانا، گابن
اکانا، گابن (به لاتین: Akana, Gabon) یک منطقهٔ مسکونی در گابن است که در Ogooué-Ivindo Province واقع شده‌است.